# Energia e approvvigionamento energetico in Palestina
La Palestina non produce petrolio o gas naturale e dipende prevalentemente dalla Israel Electric Corporation (IEC) per l’elettricità. Secondo l'UNCTAD, il Territorio Palestinese "si trova al di sopra di considerevoli riserve di petrolio e gas naturale", ma "l'occupazione continua a impedire ai palestinesi di sviluppare i propri giacimenti energetici in modo da sfruttare e trarre vantaggio da tali risorse". Nel 2012, la disponibilità di elettricità nella Cisgiordania e a Gaza ammontava a 5.370 GW-ora (3.700 GW-ora nella Cisgiordania e 1.670 GW-ora a Gaza), mentre il consumo annuo pro capite di elettricità (al netto delle perdite di trasmissione) si attestava a 950 kWh (a titolo comparativo, il consumo pro capite di elettricità in Italia è di circa 5.095 kWh). Le fonti nazionali producono solo 445 GWh di elettricità, soddisfacendo meno del 10% della domanda. L’unica fonte interna di energia è il conteso giacimento di gas Gaza Marine, che non è stato ancora sviluppato. La domanda energetica palestinese è aumentata rapidamente, aumentando del 6,4% annuo tra il 1999 e il 2005. Si prevede che il consumo futuro di elettricità raggiungerà gli 8.400 GWh entro il 2020, con la previsione che il consumo aumenterà del 6% annuo.
La Palestine Electricity Transmission Company (PETL), istituita nel 2013, agisce come unico acquirente di energia elettrica nelle zone controllate dall'Autorità Palestinese (AP). Essa acquista energia dalla Palestine Power Generation Company (PPGC), dall'Israel Electric Corporation (IEC) e da altri paesi limitrofi, per poi distribuirla alle sei società di distribuzione elettrica nei distretti palestinesi.
La Palestina, in termini strutturali, manca di sistemi di distribuzione adeguati, il che si traduce in vincoli sull'efficienza energetica. Inoltre, la Cisgiordania e la Striscia di Gaza presentano differenze nei loro approcci alla ricezione e al consumo di energia.

## Petrolio
Quasi tutto il carburante liquido utilizzato nei territori palestinesi viene fornito da o tramite Israele. La fornitura di petrolio è concentrata in due terminali distinti nella Cisgiordania e in un terminale presso la barriera Israele-Gaza, situato al valico di Kerem Shalom. Tuttavia, questi terminali non dispongono di capacità di stoccaggio per il petrolio, il che significa che deve essere utilizzato giornalmente senza accumulo.
Per Gaza, l'importazione di carburante è essenziale per alimentare la centrale elettrica locale, nonché per soddisfare le esigenze di trasporto e i generatori. Il gasolio è esentato dal blocco imposto sulla Striscia di Gaza, sebbene ci siano alcune limitazioni in vigore dal 2007.
A partire dal 2011, Hamas ha cominciato a procurarsi carburante a prezzi più convenienti dall'Egitto, trasportandolo attraverso una rete di tunnel, e ha smesso di acquistarlo da Israele.
All'inizio del 2012, a seguito di disaccordi tra l'Autorità Palestinese e Hamas, l'Egitto ha ridotto le forniture di carburante contrabbandato attraverso i tunnel. Parallelamente, Hamas ha continuato a rifiutare il carburante proveniente da Israele. L'Egitto ha cercato di bloccare l'uso dei tunnel per la consegna del carburante e ha significativamente ridotto le forniture attraverso questa via. Di fronte all'aggravarsi della crisi, Hamas ha proposto di importare il carburante dall'Egitto attraverso il terminal di Rafah, ma questa proposta era in contrasto con gli accordi esistenti tra Egitto, Israele e l'Autorità Palestinese.
Verso metà febbraio, la crisi si è acuita e Hamas ha respinto l'offerta egiziana di importare carburante attraverso Kerem Shalom. Ahmed Abu Al-Amreen, dell'Autorità per l'Energia sotto il controllo di Hamas, ha rigettato l'idea, citando il fatto che Kerem Shalom è sotto il controllo israeliano. Inoltre, l'Egitto non può inviare gasolio a Gaza attraverso il varco di Rafah, il quale è aperto solo al passaggio delle persone.
Israele ha consentito l'ingresso del normale diesel per gli ospedali e ha spedito 150.000 litri di diesel attraverso Kerem Shalom, pagati dalla Croce Rossa. Nell'aprile 2012, l'Autorità Palestinese e Hamas hanno concordato, con il supporto della Croce Rossa, un sistema di trasferimento del carburante attraverso Kerem Shalom. Secondo questo accordo, il carburante è stato acquistato dall'Autorità Palestinese e successivamente trasferito ad Hamas una volta che quest'ultimo ha effettuato il pagamento all'Autorità Palestinese.

## Generazione di elettricità
Nel 1999, è stata istituita la Palestine Electric Company (PEC) nei territori palestinesi come sussidiaria della Palestine Power Company LLC. Questa iniziativa mirava a stabilire impianti di generazione di elettricità nelle aree controllate dall'Autorità Palestinese.
Nel 2010, PADICO Holdings, insieme a PEC e altre aziende palestinesi, hanno costituito la Palestine Power Generation Company (PPGC) con l'obiettivo di costruire centrali elettriche nelle zone controllate dall'Autorità Palestinese. Questo sforzo mirava a ridurre la dipendenza della Palestina dall'energia importata.

### Centrale elettrica di Gaza
La centrale elettrica situata nella Striscia di Gaza è l'unica struttura di questo tipo nella regione. Gestita dalla Gaza Power Generating Company (GPGC), una controllata della Palestine Electric Company (PEC), essa è posizionata lungo Salaheddin Road e dipende dall'approvvigionamento di carburante diesel importato attraverso Israele.
Dopo la presa di Gaza da parte di Hamas nel 2007, la Striscia di Gaza è stata soggetta a un blocco, sebbene il carburante per la centrale elettrica di Gaza sia stato esentato in circostanze normali, così come le forniture di elettricità. Lo sviluppo del settore energetico a Gaza si è interrotto, nonostante la crescente domanda di energia da parte di una popolazione in costante aumento. Durante le precedenti offensive militari, gli obiettivi israeliani comprendevano anche le infrastrutture energetiche nella Striscia di Gaza, nonostante tali attacchi fossero in violazione della legge umanitaria internazionale.
Fino a giugno 2013, il gasolio necessario per alimentare la centrale elettrica era importato illegalmente dall'Egitto, dove il carburante era fortemente sovvenzionato in quel periodo. Tuttavia, l'Egitto ha intrapreso azioni contro i tunnel di contrabbando nella Striscia di Gaza, mettendo fine a queste importazioni a basso costo. A causa di questa interruzione nel rifornimento, insieme alle quantità limitate di carburante fornito attraverso Israele, la centrale elettrica ha cominciato a operare a capacità ridotta.
I principali serbatoi di carburante della centrale elettrica di Gaza sono stati colpiti da un proiettile di carro armato israeliano durante la guerra di Gaza del 2014, incendiando circa 3 milioni di litri cubi di carburante. Inizialmente dichiarato distrutto e stimato necessario almeno un anno per le riparazioni, l'impianto è stato ripristinato e riportato in funzione in sei settimane.
Nel 2016, il Qatar ha fornito carburante alla centrale elettrica di Gaza. Tuttavia, il presidente dell'Autorità Palestinese Abbas si è opposto all'accordo poiché ciò avrebbe impedito all'Autorità Palestinese di riscuotere le tasse sul carburante.
Nell’agosto 2019, in risposta al lancio di tre razzi dalla Striscia di Gaza, Israele ha ridotto del 50% la quantità di carburante fornita alla centrale elettrica di Gaza. Prima di questo taglio, i residenti avevano accesso all'elettricità per sei ore, seguite da 12 ore di blackout, ma si prevedeva che la riduzione avrebbe portato a periodi di elettricità di soli quattro ore.
Nell’agosto 2020, in seguito al lancio di palloncini incendiari dalla Striscia di Gaza che ha causato incendi nel sud di Israele, Israele ha sospeso le spedizioni di carburante verso la Striscia di Gaza, facendo così chiudere la centrale elettrica di Gaza nel giro di una settimana. Nel settembre 2020, il Qatar ha mediato un cessate il fuoco tra Israele e Hamas che si dice includa "piani per costruire una centrale elettrica gestita dal Qatar". Per il 2021, e forse negli anni precedenti, il Qatar ha pagato il carburante per la centrale elettrica di Gaza. I trasferimenti di carburante per la centrale elettrica sono stati interrotti da Israele durante la guerra di Gaza nel maggio 2021 e ripresi entro la fine di giugno.
L'11 ottobre 2023, la centrale ha smesso di funzionare dopo aver terminato le scorte di carburante a causa del blocco imposto da Israele a causa del conflitto con Hamas.

### Centrale elettrica di Jenin
L'Autorità Palestinese ha dato il via libera alla proposta del PPGC per la costruzione della centrale elettrica di Jenin, situata nel nord della Cisgiordania. Il PPGC ha acquisito circa 148.300 metri quadrati di terreno per il progetto a Jalamah, nel Governatorato di Jenin. La centrale elettrica di Jenin è concepita come un impianto a gas con una capacità di generazione di circa 450 megawatt, alimentata dal gas naturale proveniente dal giacimento di gas Gaza Marine. Si stima che la centrale fornirà circa il 40% del fabbisogno elettrico annuale complessivo della Palestina, sia nella Cisgiordania che nella Striscia di Gaza. La sua capacità di produzione annua totale è prevista essere di circa 3.700 GWh. L'Autorità Palestinese ha conferito alla Società Elettrica Palestinese il diritto esclusivo di generare e vendere elettricità nella Striscia di Gaza a istituzioni possedute o gestite dall'Autorità Palestinese per un periodo di 20 anni. Tale diritto può essere esteso per un massimo di due mandati di cinque anni consecutivi.

### Crisi elettrica di Gaza
Nel 2017, il fabbisogno energetico normale di Gaza è stato stimato a circa 400-600 megawatt (MW) per garantire una fornitura continua 24 ore su 24 a tutti i residenti. L'energia elettrica a Gaza è comunemente fornita dalla sua unica centrale elettrica a diesel, con una potenza nominale che varia tra i 60 e i 140 MW (le cifre possono variare a seconda del grado di funzionamento e dei danni all'impianto). Questa centrale dipende dal carburante diesel grezzo, che viene importato attraverso Israele. Altri 125 MW sono forniti da Israele tramite 10 linee elettriche e 27 MW sono forniti dall'Egitto. Anche in condizioni normali, l'attuale offerta nominale di energia elettrica a Gaza è insufficiente per soddisfare i crescenti bisogni della regione.
La crisi elettrica di Gaza è il risultato dell'occupazione israeliana (che rende estremamente difficili le importazioni di qualunque materia prima) e le tensioni tra Hamas, che governa la Striscia di Gaza, e l’Autorità Palestinese controllata da Fatah, che governa in Cisgiordania, sulle entrate fiscali doganali, sul finanziamento della Striscia di Gaza e sull’autorità politica.
I residenti della Striscia di Gaza ricevono elettricità per alcune ore al giorno, seguendo un piano di blackout continui. A seguito della crisi, la centrale elettrica di Gaza ha ridotto e poi cessato l'attività per mancanza di carburante, ed è stata ridotta anche la quantità di elettricità importata da Israele ed Egitto.
A causa dell'imprevedibilità della fornitura di energia elettrica, alcuni residenti e istituzioni governative a Gaza si affidano a generatori elettrici privati, pannelli solari e gruppi di continuità per produrre energia quando l'energia elettrica regolare non è disponibile. Queste fonti di energia alternative dipendono comunque dalla disponibilità di carburante.
Nell'ultimo decennio, secondo le Nazioni Unite, la Striscia di Gaza ha sofferto di una cronica carenza di elettricità, che ha compromesso condizioni di vita già fragili. La situazione è ulteriormente peggiorata dall'aprile 2017 (a causa di dispute tra le autorità nella Striscia di Gaza e l'Autorità Palestinese con sede in Cisgiordania) e ha raggiunto un punto critico dopo gli attacchi israeliani del 2023. La persistente carenza di energia ha gravemente compromesso la disponibilità dei servizi essenziali, in particolare i servizi sanitari, idrici e igienico-sanitari, e ha minato l'economia fragile di Gaza, in particolare i settori manifatturiero e agricolo.

## Storia
Dopo l'occupazione della Cisgiordania nel 1967, gli accordi per la distribuzione di elettricità dalla Giordania furono annullati dal Governatorato Militare israeliano. L'Ordinanza 389 del 1970 istituì un'autorità nominata dal comandante militare per la governance del settore delle risorse naturali. L'amministrazione civile israeliana aveva l'autorità di fornire elettricità agli insediamenti israeliani, come Kiryat Arba . L'IEC è stato autorizzato a fornire e vendere elettricità al comune di Hebron. Nel 1980, l'IEC ottenne una concessione esclusiva per la fornitura di energia elettrica nell'intera Cisgiordania.
Nel 1994, con la firma degli Accordi di Oslo, l'Autorità Palestinese assunse la responsabilità delle questioni civili nelle aree A e B della Cisgiordania, mentre l'area C e la Striscia di Gaza rimasero sotto altre giurisdizioni.
Nel 1999 viene fondata la Palestine Electric Company (PEC) come filiale della Palestine Power Company LLC. Le azioni della PEC sono state quotate al Palestine Exchange nel 2004, con il 33% delle azioni di proprietà di azionisti pubblici e il restante 67% di proprietà delle società fondatrici. I principali obiettivi di PEC sono la realizzazione di impianti di generazione elettrica nei territori dell'Autorità Palestinese (PA) e l'esecuzione di tutte le operazioni necessarie per la produzione e la generazione di energia elettrica. Nel 2010, PADICO Holdings, PEC e altre società palestinesi hanno formato la Palestine Power Generation Company (PPGC) con l'obiettivo di costruire centrali elettriche nelle aree sotto il controllo dell'Autorità Palestinese e di ridurre la dipendenza palestinese dall'energia importata. Sempre nel 1999, la BG Group ottenne una licenza di esplorazione dalla PA e nel 2000 la società scoprì gas naturale a circa 36 chilometri al largo della costa nel Mar Mediterraneo, nel giacimento di gas Gaza Marine.
Nel 2023, sia Hamas che Israele approvano, in principio, lo sviluppo del giacimento.